# سائومالکول (شهرستان بخار-ژیراو)
سائومالکول (قزاقی: Саумалкөл) یک دریاچه در کشور قزاقستان است.